# ۱۱۵۷ (قمری)
۱۱۵۷ (قمری)، هزار و صد و پنجاه و هفتمین سال در گاهشماری هجری قمری است. اول محرم این سال برابر با پانزدهم فوریه سال ۱۷۴۴ میلادی است.